# Pic de Sanfonts
El Pic de Sanfonts és una muntanya de 2.882,4 metres al límit dels termes municipals d'Alins, a la comarca del Pallars Sobirà i la parròquia de la Massana, d'Andorra. Al cim hi ha un vèrtex geodèsic (referència 271068001). Està situat a migdia dels Estanys de Baiau i al sud-oest del Pic de Baiau.
Aquest cim està inclòs al llistat dels 100 cims de la FEEC